# Funkcja falowa
Funkcja falowa {\displaystyle \Psi (r,t)} – w mechanice kwantowej funkcja położenia {\displaystyle r} układu {\displaystyle N} cząstek w przestrzeni konfiguracyjnej i czasu {\displaystyle t,} o wartościach zespolonych, będąca rozwiązaniem ogólnego równania Schrödingera, przy czym dla układu {\displaystyle N} cząstek mamy
{\displaystyle r=({\boldsymbol {r}}_{1},\dots {\boldsymbol {r}}_{N}),}
gdzie {\displaystyle {\boldsymbol {r}}_{i}\in \mathbb {R} ^{3}} – wektor położenia {\displaystyle i}-tej cząstki.
Jeżeli funkcja ta opisuje stan kwantowy układu cząstek bez spinu, to jest to funkcja skalarna (ma pojedyncze wartości). Dla cząstek ze spinem funkcja falowa jest wielowartościowa – jej wartości przedstawia się zwykle w postaci kolumny i nazywa spinorem.
Funkcja falowa może być charakteryzowana dodatkowo przez inne liczby kwantowe, np. izospin, zapach itd.
Wartości funkcji falowej dla danych wielkości {\displaystyle t,r,s,\dots } nazywa się amplitudami prawdopodobieństwa znalezienia układu w chwili {\displaystyle t} w położeniu {\displaystyle r,} w danym stanie spinowym {\displaystyle s} itd.
Jednostką funkcji falowej w trójwymiarowym kartezjańskim układzie współrzędnych jest m−3/2. Dopuszczalne jest również używanie układu współrzędnych sferycznych, gdzie funkcja falowa jest bezwymiarowa.

## Postulat Borna
Funkcje falowe nie są bezpośrednio mierzalne. Ich sens fizyczny określa postulat Borna:
(1) W przypadku pojedynczej cząstki bez spinu poruszającej się w przestrzeni {\displaystyle \mathbb {R} } funkcja falowa przypisuje położeniu cząstki {\displaystyle {\boldsymbol {r}}} w chwili {\displaystyle t} liczbę zespoloną {\displaystyle \Psi ({\boldsymbol {r}},t)} taką że:
Kwadrat modułu {\displaystyle |\Psi ({\boldsymbol {r}},t)|^{2}} jest gęstością prawdopodobieństwa znalezienia cząstki w punkcie {\displaystyle {\boldsymbol {r}}} w chwili {\displaystyle t,} przy czym funkcja falowa musi być unormowana do 1, tzn.
{\displaystyle \int _{-\infty }^{+\infty }|\Psi ({\boldsymbol {r}},t)|^{2}{\textrm {d}}{\boldsymbol {r}}=1.}
(2) W wypadku dla układu {\displaystyle N} cząstek bez spinu kwadrat modułu {\displaystyle |\Psi (r,t)|^{2}} jest równy gęstości prawdopodobieństwa znalezienia układu w punkcie {\displaystyle r} przestrzeni konfiguracyjnej w chwili {\displaystyle t,} przy czym konfigurację określa wektor {\displaystyle r(t)=({\boldsymbol {r}}_{1}(t),\dots ,{\boldsymbol {r}}_{N}(t))\in \mathbb {R} ^{3N},} gdzie {\displaystyle {\boldsymbol {r}}_{i}(t)} jest wektorem położenia {\displaystyle i}-tej cząstki w przestrzeni fizycznej {\displaystyle \mathbb {R} ^{3}} w chwili {\displaystyle t.}
(3) W przypadku pojedynczej cząstki poruszającej się w przestrzeni {\displaystyle \mathbb {R} ,} posiadającej dodatkowo spin 1/2 (np. elektron), funkcję falową można zapisać w postaci wektora (ściśle – spinora) o dwóch składowych, reprezentujących amplitudy prawdopodobieństw ustawieniu spinu zgodnie z zewnętrznym polem magnetycznym i przeciwnie do niego
{\displaystyle \Psi ({\boldsymbol {r}},t)={\begin{pmatrix}\Psi _{+}({\boldsymbol {r}},t)\\\Psi _{-}({\boldsymbol {r}},t)\end{pmatrix}},}
przy czym:
- {\displaystyle |\Psi _{+}({\boldsymbol {r}},t)|^{2}} – gęstością prawdopodobieństwa znalezienia cząstki w chwili {\displaystyle t} w punkcie {\displaystyle {\boldsymbol {r}}} ze spinem skierowanym zgodnie z wektorem pola magnetycznego,
- {\displaystyle |\Psi _{-}({\boldsymbol {r}},t)|^{2}} – gęstością prawdopodobieństwa znalezienia cząstki w chwili {\displaystyle t} w punkcie {\displaystyle {\boldsymbol {r}}} ze spinem skierowanym przeciwnie do pola.

(4) W przypadku dwóch cząstek poruszających się w przestrzeni {\displaystyle \mathbb {R} ,} o spinie 1/2 (np. 2 elektrony), funkcję falową można zapisać w postaci
{\displaystyle \Psi (r,t)={\begin{pmatrix}\Psi _{++}(r,t)\\\Psi _{+-}(r,t)\\\Psi _{-+}(r,t)\\\Psi _{--}(r,t)\end{pmatrix}},}
przy czym:
- {\displaystyle r=({\boldsymbol {r}}_{1},{\boldsymbol {r}}_{2})} – wektor położenia 2 cząstek w przestrzeni konfiguracyjnej,
- {\displaystyle |\Psi _{++}(r,t)|^{2}} – gęstość prawdopodobieństwa znalezienia w chwili {\displaystyle t{:}}
  - pierwszej cząstki w punkcie {\displaystyle {\boldsymbol {r}}_{1}(t)} ze spinem {\displaystyle +,}
  - drugiej cząstki w punkcie {\displaystyle {\boldsymbol {r}}_{2}(t)} ze spinem {\displaystyle +,}
- {\displaystyle |\Psi _{+-}(r,t)|^{2}} – gęstość prawdopodobieństwa znalezienia w chwili {\displaystyle t{:}}
  - pierwszej cząstki w punkcie {\displaystyle {\boldsymbol {r}}_{1}(t)} ze spinem {\displaystyle +,}
  - drugiej cząstki w punkcie {\displaystyle {\boldsymbol {r}}_{2}(t)} ze spinami {\displaystyle -} itd.

(5) Ogólnie, dla układu {\displaystyle N} cząstek o spinie {\displaystyle s} funkcja falowe będzie miała {\displaystyle (2s+1)^{N}} składowych zespolonych, mających wszystkie różne zestawienia wartości przyjmowanych przez liczby spinowe poszczególnych cząstek, przy czym każda z cząstek może mieć tych liczb {\displaystyle 2s+1.}

## Faza funkcji falowej
Funkcja falowa jest funkcją o wartościach zespolonych, dlatego może być przedstawiona w postaci iloczynu modułu i fazy
{\displaystyle \Psi ({\boldsymbol {r}},t)=|\Psi ({\boldsymbol {r}},t)|{\textrm {e}}^{{\textrm {i}}S({\boldsymbol {r}},t)/\hbar }.}
Faza funkcji falowej nie ma znaczenia fizycznego.
Możliwy jest jednak pomiar różnic wartości faz poszczególnych części funkcji falowej (porównaj efekt Aharonova-Bohma, gdzie faza funkcji składowej falowej zależy od drogi, jaką dana składowa przemieszczała się w polu magnetycznym).

## Wektor stanu w przestrzeni Hilberta
Bardziej abstrakcyjny sens matematyczny funkcji falowej wymaga odwołania się do przestrzeni Hilberta.
Przestrzeń Hilberta jest przestrzenią wektorową określoną nad ciałem liczb zespolonych, z iloczynem skalarnym zdefiniowanym jako iloczyn wektora z jego sprzężeniem zespolonym; w notacji Diraca iloczyn ten ma postać
{\displaystyle \langle i|i\rangle ,}
gdzie {\displaystyle |i\rangle } – wektor (tzw. ket), {\displaystyle \langle i|} – sprzężenie zespolone wektora (tzw. bra); iloczyn skalarny – to bra-ket, czyli z j. angielskiego nawias; w ten sposób notacja Diraca jest łatwa do zapamiętania.
Wymiar przestrzeni Hilberta zależy od rodzaju układu kwantowego. Stan układu fizycznego określony jest za pomocą wektora w tej przestrzeni.
Bazę przestrzeni Hilberta można wybrać na wiele sposobów. Jedną z możliwych baz stanowi baza położeniowa, określająca możliwe położenia układu w przestrzeni konfiguracyjnej. Inną bazą jest baza określająca możliwe pędy układu.
Wektor w przestrzeni Hilberta – reprezentujący stan układu kwantowego – można przedstawić jako kombinacje liniową wektorów bazowych, wprowadzając tym samym współrzędne wektora. Transformacje pomiędzy różnymi bazami odpowiadają zmianie reprezentacji, jak np. zmianie reprezentacji położeniowej na reprezentację pędów. Rozkład wektora w danej bazie pozwala przewidywać wyniki pomiaru odpowiedniej wielkości fizycznej
Mianowicie, dla operatora pomiaru (tzw. obserwabli) odpowiadającego pomiarowi pewnej wielkości fizycznej na układzie kwantowym (np. położenia lub pędu) szczególną rolę odgrywają unormowane do 1 wektory przestrzeni Hilberta, które są wektorami własnymi operatora pomiaru. Kwadrat modułu rzutu wektora stanu na wektor własny takiego operatora (obliczany przy użyciu zdefiniowanego dla przestrzeni Hilberta iloczynu skalarnego), jest równy prawdopodobieństwu zarejestrowania układu w stanie opisywanym tym wektorem falowym po akcie pomiaru wielkości fizycznej odpowiadającej temu operatorowi.
Funkcję falową otrzymujemy w szczególnym przypadku, gdy operatorem pomiaru jest operator położenia, określający położenie układu w przestrzeni: współrzędne wektora stanu wyrażonego w bazie stanów własnych operatora położenia nazywa się wartościami funkcji falowej, obliczonej w odpowiednich położeniach.
Aby zilustrować powyżej omówiony formalizm rozważmy przypadek, gdy wielkości mierzone są dyskretne. Wtedy wektor stanu zapisuje się następująco (w notacji Diraca)
{\displaystyle |\Psi (t)\rangle =\sum _{i}|i\rangle \langle i|\Psi (t)\rangle ,}
gdzie {\displaystyle |i\rangle } są wektorami własnymi wybranego operatora pomiaru {\displaystyle {\hat {O}},} tj.
{\displaystyle {\hat {O}}|i\rangle =o_{i}|i\rangle ,}
zaś {\displaystyle o_{i}} są wartościami, jakie można uzyskać. Wielkości {\displaystyle P_{i}(t)=|\langle i|\Psi (t\rangle |^{2}} określają prawdopodobieństwa otrzymania wartości {\displaystyle o_{i}} w pomiarze.
Jeżeli operator {\displaystyle {\hat {O}}} jest operatorem położenia {\displaystyle ({\hat {O}}\equiv {\hat {R}}),} to zamiast sumy w powyższym wzorze jest całka; wektory własne operatora położenia oznacza się jako {\displaystyle |r\rangle ,} wielkościami mierzonymi są położenia {\displaystyle r;} wartości funkcji falowej są równe iloczynom skalarnym wektora stanu z wektorem {\displaystyle |r\rangle }
{\displaystyle \Psi (r,t)=\langle r|\Psi (t)\rangle ,}
zaś prawdopodobieństwo otrzymania układu w położeniu {\displaystyle r} wynosi {\displaystyle P_{r}(t)=|\langle r|\Psi (t)\rangle |^{2}.}

## Interpretacje znaczenia funkcji falowej
Według interpretacji kopenhaskiej funkcja falowa opisuje stan naszej wiedzy o układzie kwantowym i jako taka nie ma charakteru ontologicznego. Inne interpretacje często zakładają realne istnienie funkcji falowej.